# 사가라 소스케
사가라 소스케(相良宗介, さがら そうすけ)는 가토우 쇼우지의 소설 《풀 메탈 패닉!》에 등장하는 주인공이다. 대원방송 더빙판 이름은 강준혁.

## 인물

### 프로필
키 174cm에 체중 66kg으로, 대테러대응 특수임무 군단인 미스릴 소속의 중사로 SRT에 배속되어 있다. 세계 각지의 전장에서 경험을 쌓은 군사 전문가로 특히 AS(Arm Slave;암 슬레이브) 조종에 뛰어난 능력을 보인다. 어느날 진다이 고등학교 2학년 4반에 전학온 의문의 학생으로 첫등장했다. 여주인공인 치도리 카나메의 주변을 서성거리며 이상한 행동을 일삼는데 항상 이상한 방향으로 흘러가 대형사고를 치는게 다반사. 특히 각종 총기류나 폭탄을 사용하여 사건을 키우기에 치도리 카나메가 자주 불만을 표시한다.